# Laboratorio de Ciencias Espaciales

El Laboratorio de Ciencias Espaciales (SSL por su nombre en inglés: Space Sciences Laboratory) es una Unidad de Investigación Organizada de la Universidad de California, Berkeley. Fundado en 1959, el laboratorio está localizado en los Cerros de Berkeley por encima del campus universitario. Ha desarrollado y continúa desarrollando muchos proyectos en  ciencias espaciales, incluyendo la búsqueda de vida extraterrestre (Seti@home).

## Historia
El Laboratorio de Ciencias Espaciales (SSL) en Berkeley, California se inició en 1958 por un comité de miembros de la facultad quién reconoció que la naciente tecnología de cohetes y satélites abría nuevos reinos investigativos para las ciencias físicas, biológicas, y las ciencias de ingeniería. El comité, presidido primero por el profesor Otto Struve del Departamento de Astronomía y posteriormente por el profesor Edward Teller del Departamento de Física y el Laboratorio de Radiación Lawrence, exploró con miembros de facultad las oportunidades asociadas con la búsqueda espacial así como el impacto de programas de exploración espaciales nacionales de rápido crecimiento (i.e. NASA) en los estudios de posgrado y en la investigación. El comité propuso la formación de un Laboratorio de Ciencias Espaciales qué, como organización multidisciplinar  de todo el campus, serviría para integrar las ciencias espaciales en el campus y estimular nuevos programas de investigación entre profesores y estudiantes. Los Regentes, actuando con la recomendación del Canciller Glenn T. Seaborg y el rector Clark Kerr, autorizó la formación del Laboratorio en 1959.
El Laboratorio comenzó sus operaciones en enero de 1960 con la llegada de su primer director, el profesor Samuel Silver.  Empezando su vida en una esquina del viejo Observatorio Leuschner en el campus principal, el interés activo de miembros del profesorado en las ciencias espaciales llevaron a un despliegue rápido de programas de investigación búsqueda física y biológica . Los modestos espacios fueron pronto inadecuados para el grupo de investigadores asociados y estudiantes de posgrado. Un proyecto especialmente grande en la fisiología espacial iniciada por los profesores Hardin B. Jones y Cornelius A. Tobias requirió mucho más espacio del que había disponible en el campus, forzando el traslado del Laboratorio al Edificio de  Ford Assembly en Richmond, California, una propiedad adquirida por la Universidad varios años antes.
El programa de física espacial dirigido por el profesor Kinsey A. Anderson y que incluía experimentos con globos, cohetes, y satélites rápidamente los obligó a mudarse fuera del campus. El Laboratorio alquiló una tienda en el 2119 de University Avenue, justo al oeste de la Universidad, y la convertido en una especie de colmena figurada de las actividades de investigación. En la cumbre de su uso, el "Mercado" (o la "Tienda de Zapatos") como se conocía este lugar, albergaba talleres electrónicos, talleres de máquinas, equipamiento de procesamiento de datos, equipamiento de pruebas medioambientales, y proyectos de investigación sobre la luna, los planetas, el medio interplanetario, y la atmósfera superior de la tierra. También estaban aquí científicos sociales que estudiaban a los científicos físicos y los problemas de organización y administración de investigación.
La Beca de Instalaciones de NASA precipitó la construcción de los edificios originales del SSL. El crecimiento de múltiples programas significó el cumplimiento de uno de los objetivos del laboratorio, concretamente estimular la participación de profesores y estudiantes en la investigación espacial. Pero el segundo objetivo importante, el de desarrollar la sustancia multidisciplinar y carácter único de la investigación espacial, no podría ser logrado en un laboratorio físicamente fragmentado.  Con la construcción de los edificios nuevos, aquel objetivo fue finalmente conseguido.  La beca de edificación fue otorgada por la Nacional Aeronautics y Administración Espacial (NASA) en 1962 y el edificio se inauguró el 27 de octubre de 1966.

## Gobernanza
El Laboratorio de Ciencias Espaciales es una Unidad de Investigación Organizada de la Universidad de California en Berkeley. Está dirigido por profesores de Berkeley y asociados Séniors en el laboratorio, y reporta sus actividades al Vicecanciller de Investigación de UC Berkeley.

### Financiamiento
En sus años iniciales, la NASA tenía la política de financiar la investigación universitaria a través de proyectos de investigación individuales. No fue hasta 1961, cuando el James E. Webb llegó a ser el administrador de la NASA, que la agencia formuló un programa amplio y de largo alcance de investigación y exploración espacial. La oficina de Becas y contratos de investigación creó dos programas: el de Becas Sostenidas y el Programa de Instalaciones. El campus de Berkeley fue uno de los primeras universidades en recibir becas de ambos programas. 
La Beca Sostenida, que le proveyó al Laboratorio de fondos básicos para hacer investigación interdisciplinaria en ciencias físicas, biológicas, ingeniería y ciencias sociales; la que le dio al Laboratorio una base para poner en marcha programas académicos y generar nuevas áreas de formación de posgrado a través de la investigación. La Beca fue invaluable en desarrollar el programa de ciencias espaciales en el campus de Berkeley.

## Edificio y ubicación

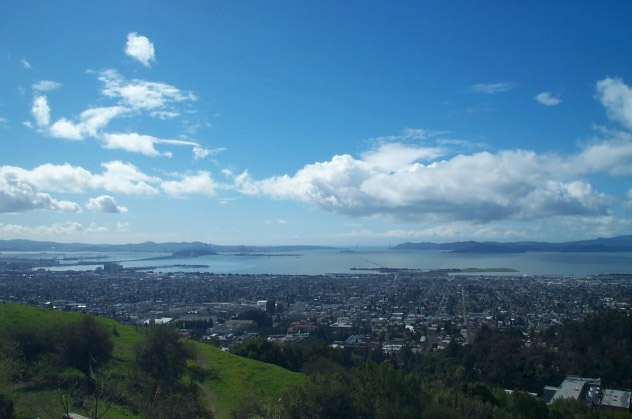
Vista de la bahía de San Francisco desde cerca del Lawrence Hall of Science in Berkeley, California

El Laboratorio está ubicado en un sitio en los Cerros de Berkeley. El edificio es directamente adyacente al Instituto de Investigación de Ciencias Matemáticas y ligeramente por encima del Salón de Ciencia Lawrence. Los arquitectos diseñaron el edificio para que tenga una vista del entorno natural.

## Proyectos de investigación
SSL desarrolla y mantiene el proyecto Seti@home, el que fue pionero en la aplicación de computación distribuida para las ciencias espaciales.
Creó los proyectos relacionados Stardust@home y BOINC.
Es la sede del Grupo de Investigación de Física Espacial, que investiga la física del plasma.
Ha desarrollado muchas misiones de satélites y sirve como estación de tierra para aquellas misiones. Algunos de los satélites que ha desarrollado son:
- El satélite Espectroscopio solar Reuven Ramaty de alta energía Solar  (RHESSI)
- La constelación de satélites para la Historia de Tiempo de Acontecimientos e Interacciones a Macroescala durante Substorms (THEMIS)
- El Explorador Rápido de Instantáneas de Auroras (FAST)
- El Espectrómetro de Plasma Interestelar Cósmico Caliente  (CHIPSat)
- El Explorador Ultravioleta Extremo (EUVE)
- El Interferómetro Espacial Infrarrojo (ISI)
- El Explorador de Conexión Ionosférico (ICONO)[7]

También hace divulgación de ciencia a través del Centro para Educación de Ciencia (CSE).